# هاداوی

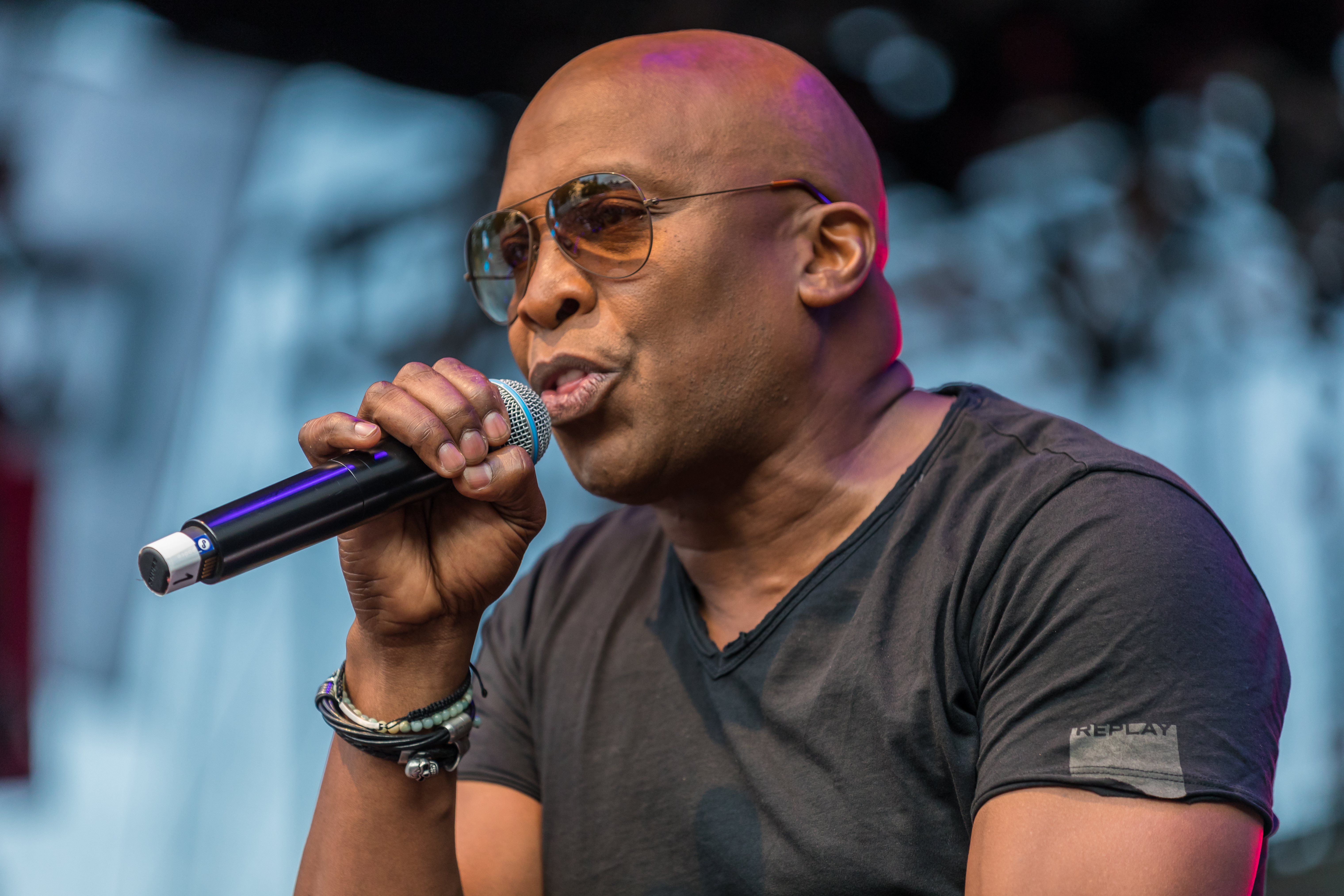
الکساندر نستور هاداوی

الکساندر نستور هاداوی (به انگلیسی: Nestor Alexander Haddaway) (متولد ۹ ژانویه ۱۹۶۵) که بیشتر با نام هنری هاداوی شناخته می‌شود خوانندهٔ تریندادی-آلمانی است. شهرت او بیشتر به خاطر آهنگ «What Is Love» است.
در سال ۲۰۱۰ امینم آهنگ «What Is Love» هاداوی را در ترک خود به نام «No Love» (همراه با لیل وین) قرار داد.